# Vriesea reitzii
Vriesea reitzii là một loài thuộc chi Vriesea. Đây là loài đặc hữu của Brasil.